# البيت المسكون (لعبة فيديو)
البيت المسكون (بالإنجليزية: Haunted House)‏ هي لعبة فيديو على أتاري 2600 ألفها جيمس أندرياسن ونشرتها شركة أتاري في فبراير 1982. يظهر اللاعب على شكل عينين، ويتعين عليه التنقل في قصر مسكون ويجمع ثلاث قطع من جرة تحمل رماد صاحب البيت. تم تعريف اللعبة كواحدة من أقدم الأمثلة على رعب البقاء حسب موقع غيم سباي.

## اللعبة
يتجول اللعاب في منزل مكون من ثلاثة طوابق وقبو. يمكن لللاعب حمل شيء واحد فقط من ثلاثة أشياء في كل مرة (مفتاح لفتح الأبواب، صولجان لصد الأرواح الشريرة، أو الجرة) ويجب أن تتجنب الخفافيش والرتيلاء وشبح صاحب البيت. إذا اصطدم اللاعب يالوحوش تسع مرات فإنه يموت وتنتهي اللعبة. إذا هرب من المنزل مع الجرة فإنه يفوز.
لا يمكن رؤية الأشياء (ومخطط المنزل في مستويات الصعوبة الأعلى) إلا عندما يستخدم اللاعب زر «إطلاق النار» الموجود على عصا التحكم لإضاءة عود ثقاب، ويضيء نصف قطر صغير حول شخصيته؛ يمكن القيام بذلك لعدد لا محدود من المرات، رغم أن الثقاب يستمر لفترة محدودة فقط قبل أن يخبو. إذا دخل وحش نفس الغرفة مع اللاعب، فإن الوحش سينفخ على أي عود ثقاب مضاء.
تحتوي اللعبة على تسع مستويات مختلفة تجعل اللعبة أكثر صعوبة؛ وبالأخص، مستويات الصعوبة اللاحقة الىتي تجعل جدران المنزل نفسه غير مرئية ما لم يضيء اللاعب عود ثقاب.

## الاستقبال
ذكرت مجلة Electronic Games في عام 1983 أن رسومات Haunted House كانت «بسيطة، لكن تأثير التسلل عبر الغرف المظلمة يظهر على اللاعب وهو متقن».
استعرض ريتشارد إدواردز اللعبة في مجلة The Space Gamer عدد 54. علق قائلاً: «لا توجد عيوب تتبادر إلى الذهن بشأن Haunted House. وبهذا وفهي فائزة بالتأكيد ويجب أخذها عن أقرب متجر لك».
في مراجعة أجريت عام 1993، قيمت Digital Press اللعبة بدرجة 6 من أصل 10.
في عام 1995، صنفتها مجلة Flux في المرتبة 68 بين «أفضل 100 لعبة فيديو».

## ميراث
في عام 2010، تم إصدار تكملة بنفس الاسم بواسطة Atari الذي قام بتجديد اللعبة برسومات محدثة لنظام التشغيل Windows و Wii وإكس بوكس لايف آركيد. تم إصدارها لنظام التشغيل Windows في 28 سبتمبر 2010، وعلى وي في 5 أكتوبر 2010 وعلى Xbox Live Arcade في 28 أكتوبر 2010. تجري اللعبة بعد 30 عامًا، حيث يختفي البطل الأصلي داخل القصر في ظروف غامضة، ويبحث أحفاده عنه داخل القصر.
هناك تكملة غير رسمية بعنوان "Return to Haunted House"، وكانت واحدة من عدة ألعاب مضمنة في الإصدار الثاني من Atari Flashback. استخدمت كود المصدر والرسومات الخاصة بلعبة Adventure ولم يتم تضمينها في أي إصدارات أخرى من Atari Flashback.
تم الإعلان عن جزء جديد من السلسلة بعنوان Haunted House: Cryptic Graves في 1 سبتمبر 2014  وتم إصدارها في 25 نوفمبر 2014 لنظام التشغيل مايكروسوفت ويندوز. تلقت اللعبة آراء سلبية من النقاد عند الإصدار.